# STS-51-C

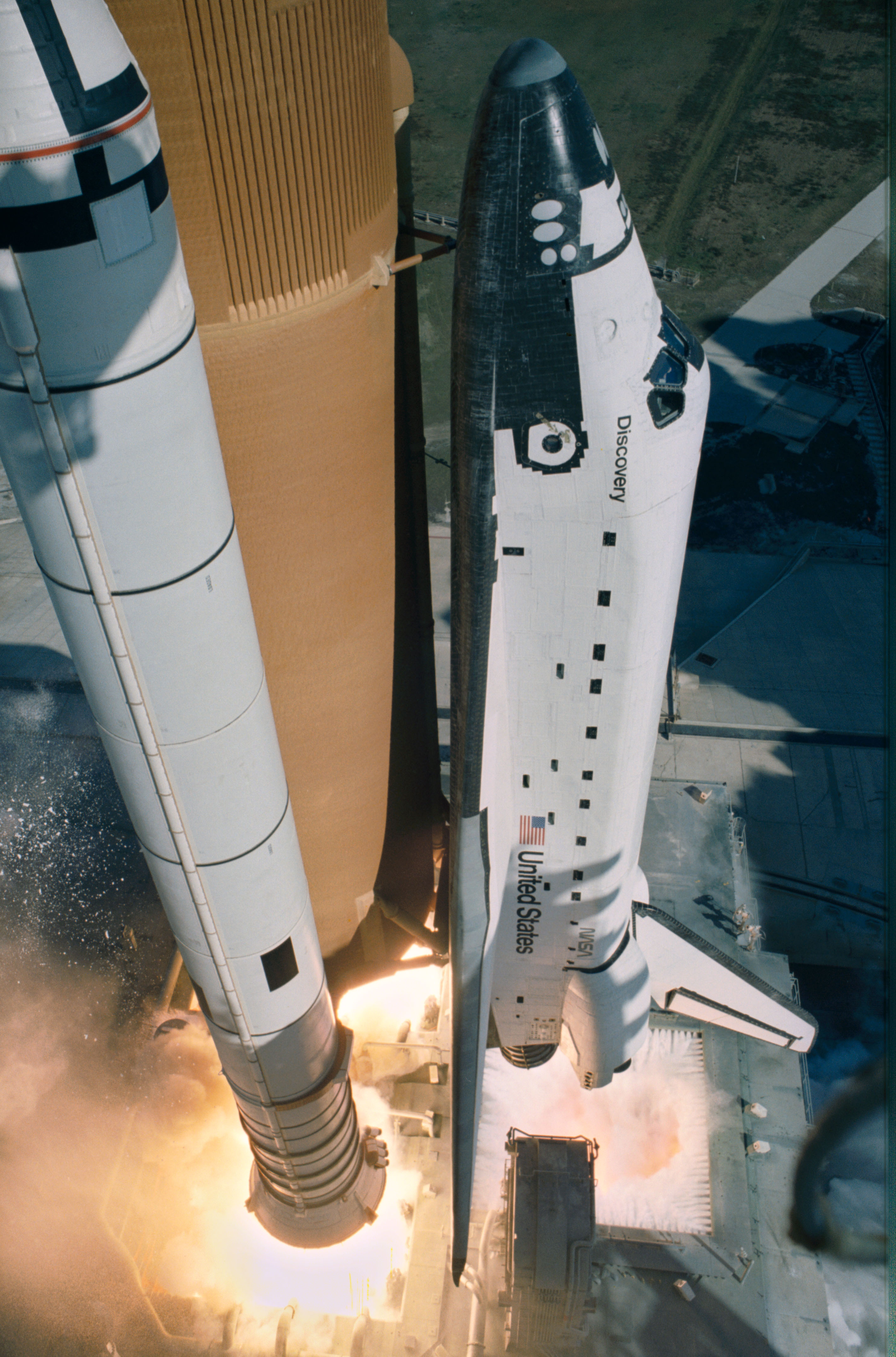
Raketoplán Discovery startuje na misi STS-51-C

STS-51-C byla mise raketoplánu Discovery. Celkem se jednalo o 15. misi raketoplánu do vesmíru a 3. pro Discovery. Cílem letu mise byla doprava dvou satelitů (DOD a ELINT) na oběžnou dráhu.

## Posádka
- Thomas Mattingly (3) velitel
- Loren Shriver (1) pilot
- Ellison S. Onizuka (1) letový specialista
- James Buchli (1) letový specialista
- Gary Payton (1) specialista pro užitečné zatížení

V závorkách je uvedený dosavadní počet letů do vesmíru včetně této mise.